# Griekenland op de Olympische Winterspelen 2010

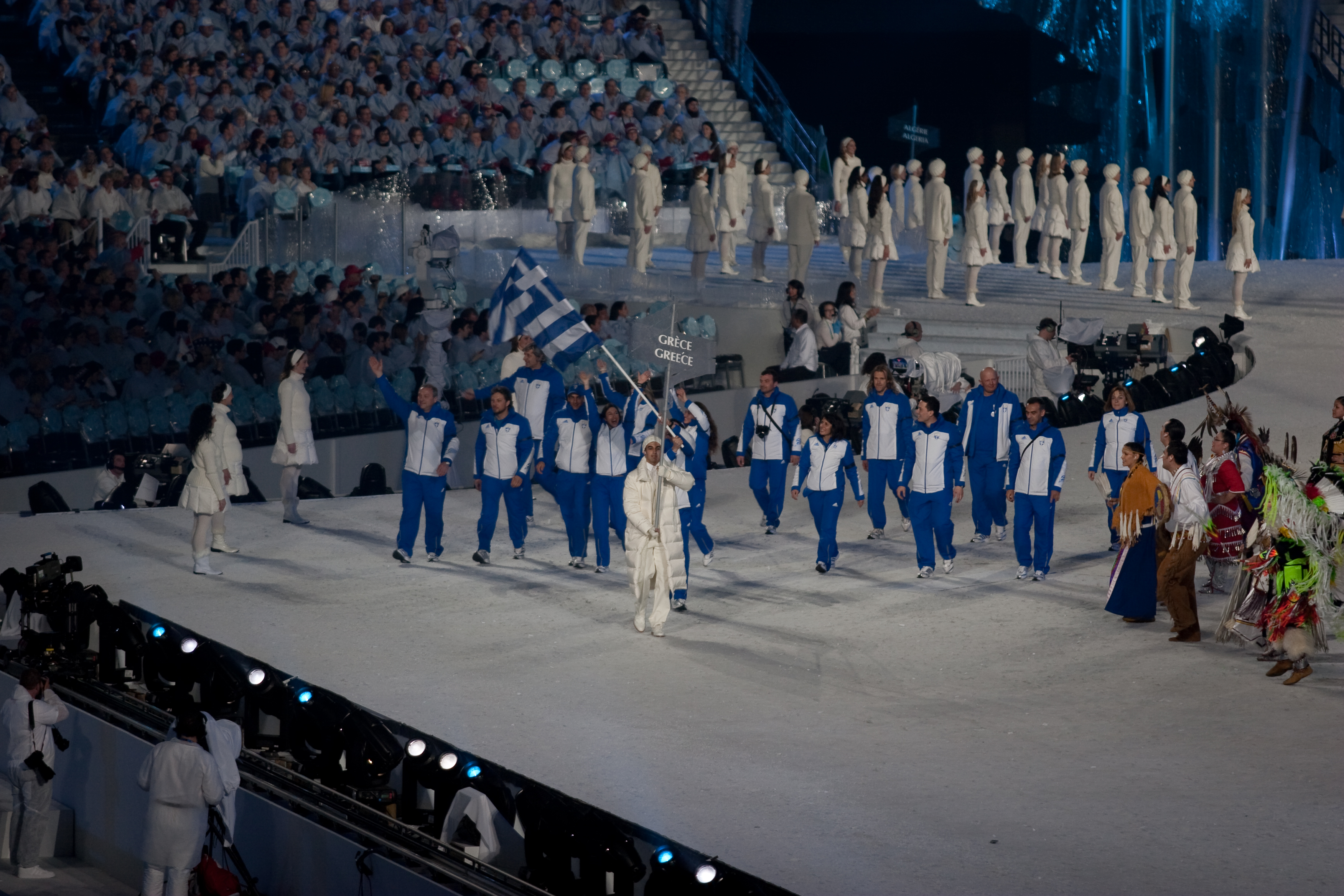
Het team van Griekenland bij de opening

Tijdens de Olympische Winterspelen van 2010, die in Vancouver (Canada) werden gehouden, nam Griekenland voor de zeventiende keer deel aan de Winterspelen.

## Deelnemers en resultaten
(m) = mannen, (v) = vrouwen 

### Alpineskiën
| Olympiër             | Discipline       | Resultaat | Prestatie                          |
| -------------------- | ---------------- | --------- | ---------------------------------- |
| Vassilis Dimitriadis | reuzenslalom (m) | 65e       | 3.00,16 (+22,33) — 1.29,21+1.30,95 |
| Vassilis Dimitriadis | slalom (m)       | 33e       | 1.48,16 (+8,84) — 51,96+56,20      |
| Stephanos Tsimikalis | reuzenslalom (m) | dnf-2     | opgave run 2 — 1.24,64+dnf         |
| Stephanos Tsimikalis | slalom (m)       | dnf-1     | opgave run 1                       |
|                      |                  |           |                                    |
| Sophia Ralli         | reuzenslalom (v) | 53e       | 2.50,61 (+23,50) — 1.27,75+1.22,86 |
| Sophia Ralli         | slalom (v)       | 47e       | 2.00,41 (+17,52) — 59,32+1.01,09   |

### Biatlon
| Olympiër             | Discipline            | Resultaat | Prestatie                                  |
| -------------------- | --------------------- | --------- | ------------------------------------------ |
| Athanassios Tsakiris | sprint (m)            | dnf       | opgave                                     |
| Athanassios Tsakiris | 20 km individueel (m) | 80e       | 57.42,1 (+9.19,6) pen.: 5 (2 + 0 + 1 + 2)  |
|                      |                       |           |                                            |
| Panagiota Tsakiri    | 7,5 km sprint (v)     | 86e       | 24.28,8 (+4.33,2) pen.: 3 (1 + 2)          |
| Panagiota Tsakiri    | 15 km individueel (v) | 85e       | 54.36,3 (+13.43,5) pen.: 7 (1 + 2 + 1 + 3) |

dnf: niet gefinisht

### Langlaufen
| Olympiër         | Discipline            | Resultaat | Prestatie                   |
| ---------------- | --------------------- | --------- | --------------------------- |
| Lefteris Fafalis | sprint (m)            | 50e       | dnq, kwal.:3.49,09 (+14,52) |
|                  |                       |           |                             |
| Maria Danou      | 10 km vrije stijl (v) | 73e       | 32.14,6 (+7.16,2)           |

Albanië · Algerije · Andorra · Argentinië · Armenië · Australië · Azerbeidzjan · België · Bermuda · Bosnië en Herzegovina · Brazilië · Bulgarije · Canada · Chili · China · Chinees Taipei · Colombia · Cyprus · Denemarken · Duitsland · Estland · Ethiopië · Finland · Frankrijk · Georgië · Ghana · Griekenland · Groot-Brittannië · Hongarije · Hongkong · Ierland · IJsland · India · Iran · Israël · Italië · Jamaica · Japan · Kaaimaneilanden · Kazachstan · Kirgizië · Kroatië · Letland · Libanon · Liechtenstein · Litouwen · Macedonië · Marokko · Mexico · Moldavië · Monaco · Mongolië · Montenegro · Nederland · Nepal · Nieuw-Zeeland · Noord-Korea · Noorwegen · Oekraïne · Oezbekistan · Oostenrijk · Pakistan · Peru · Polen · Portugal · Roemenië · Rusland · San Marino · Senegal · Servië · Slovenië · Slowakije · Spanje · Tadzjikistan · Tsjechië · Turkije · Verenigde Staten · Wit-Rusland · Zuid-Afrika · Zuid-Korea · Zweden · Zwitserland
- Nationale Bibliotheek van Israël: 987007576371905171